# IVA MCU
IVA MCU — российская программная платформа видеоконференцсвязи, разработанная компанией-резидентом ОЭЗ «Иннополис» IVA Technologies (ООО «ИВКС»). Система работает через веб-браузеры или унифицированный клиент IVA Connect, который доступен на мобильных устройствах и персональных компьютерах (в том числе под управлением российских операционных систем).

## Решаемые задачи
- Проведение многоточечных видеоконференций различного формата (конференции, совещания, лекции, вебинары)
- Совместная работа с документами, обмен файлами и сообщениями
- Мессенджер
- Запись мероприятий
- Стенографирование
- Шумоподавление
- Синхронный перевод

## Функциональность
- Поддержка крупных мероприятий (более 400 ВКС участников) без каскадирования
- Вывод на экран в раскладку видео от более чем от 200 участников
- Поддержка сторонних видеотерминалов и ВКС-серверов, поддерживающих протокол SIP/H.323
- Подключение в конференцию абонентов ТФОП или внутренних аудио абонентов
- Запись проводимых мероприятий в видео- и аудиоформате с поддержкой записи видеоконтента в отдельный файл
- Поддержка автоматического стенографирования с загрузкой результата записи в формате txt
- Собственный инструмент для синхропереводчика, обеспечивающий поддержку мероприятия на нескольких (более 10) языках
- Встроенный корпоративный мессенджер с возможностью осуществления аудио- и видеовызовов

## Технические особенности
IVA MCU поставляется в виде готового ISO-образа 64-разрядной операционной системы IVA OS. Для развертывания платформы ВКС не требуется предварительная установка хостовой операционной системы. IVA MCU разворачивается непосредственно на физическом сервере или в виртуализованной среде (VMware, Microsoft Hyper-V, KVM, Oracle VirtualBox, Xen, VeiL, АстраЛинукс Брест, Скала-Р и др.).
С мая 2022 года IVA MCU доступна в формате онлайн-сервиса видеоконференцсвязи под брендом «ВКурсе».

## Импортозамещение
1 апреля 2022 года Министерство цифрового развития, связи и массовых коммуникаций Российской Федерации (Минцифры России) распространило официальное письмо (№ МШ-П8-1-070-14732) «Об импортозамещении цифровых решений в органах управления Российской Федерации» за подписью Министра цифрового развития, связи и массовых коммуникаций РФ Максута Шадаева, в котором обращалось особое внимание на недопустимость использования органами управления иностранных цифровых решений и программ для организации видеоконференций, в том числе Zoom, Zello, Webex, Discord, Microsoft Teams, Skype. В качестве альтернативы рекомендовалось рассмотреть два программных продукта ВКС от российских разработчиков, в том числе от ООО «ИВКС».
23 марта 2022 года с помощью платформы видеосвязи IVA MCU с борта Международной космической станции (МКС) космонавт Олег Артемьев принял участие в заседании Московской городской думы.

## О производителе
IVA Technologies — компания-разработчик российской экосистемы унифицированных коммуникаций IVA UC, которая включает платформу видеоконференцсвязи IVA MCU, унифицированный клиент с функционалом мессенджера IVA Connect, VoIP-шлюз телефонии IVA IP GW, платформа корпоративной связи IVA Communication Server, IP-телефоны IVA, видеотерминал IVA Room, пограничный контроллер сессий IVA SBC и др.
Согласно данным агентства CNews Analytics, по итогам 2022 года IVA Technologies заняла первое место в рейтинге «Крупнейшие поставщики решений для видеоконференцсвязи 2022».
В мае 2024 года компания объявила о размещении акций на Московской бирже. IVA Technologies могут оценить в 30 млрд рублей.